# Lijst van historische monumenten in Montauban
De Franse stad Montauban telt anno 2023 43 bouwwerken die beschermd zijn als historisch monument.
| Monument                                                     | Franse naam                                  | Adres                      | Periode                  | Afbeelding |
| ------------------------------------------------------------ | -------------------------------------------- | -------------------------- | ------------------------ | ---------- |
| Abdij van Montauriol                                         | Abbaye Montauriol                            |                            |                          |            |
| Kathedraal Notre-Dame                                        | Cathédrale Notre-Dame-de-l'Assomption        | Place de Monges            | 17e-18e eeuw             |            |
| Jezuïetencollege                                             | Collège des Jésuites                         | Rue de Lixes               | 16e-17e eeuw             |            |
| Kerk Saint-Jacques                                           | Église Saint-Jacques                         |                            | 13e en 15e eeuw          |            |
| Gasthuis                                                     | Hospice                                      | Rue du Docteur-Alibert 8   | 17e-18e eeuw             |            |
| Hôtel de Bar                                                 | Hôtel de Bar                                 | Rue de la République 43    | 15e eeuw                 |            |
| Hôtel Le Franc de Pompignan                                  | Hôtel Le Franc de Pompignan                  | Rue Armand-Cambon 10       | 17e eeuw                 |            |
| Bisschoppelijk paleis / Stadhuis                             | Palais épiscopal / Hôtel de ville            | Rue de l'Hôtel de Ville 19 | Middeleeuwen en 17e eeuw |            |
| Pand                                                         |                                              | rue du Général-Sarrail 15  | 18e eeuw                 |            |
| Place Nationale (plein)                                      |                                              | Place Nationale            | 16e eeuw                 |            |
| Pand                                                         |                                              | Place Nationale 1          | 16e eeuw                 |            |
| Pand                                                         |                                              | Place Nationale 2          | 16e eeuw                 |            |
| Pand                                                         |                                              | Place Nationale 3          | 16e eeuw                 |            |
| Pand                                                         |                                              | Place Nationale 4          | 16e eeuw                 |            |
| Pand                                                         |                                              | Place Nationale 5          | 16e eeuw                 |            |
| Pand                                                         |                                              | Place Nationale 6          | 16e eeuw                 |            |
| Pand                                                         |                                              | Place Nationale 7          | 16e eeuw                 |            |
| Pand                                                         |                                              | Place Nationale 8          | 16e eeuw                 |            |
| Pand                                                         |                                              | Place Nationale 9          | 16e eeuw                 |            |
| Pand                                                         |                                              | Place Nationale 10         | 16e eeuw                 |            |
| Pand                                                         |                                              | Place Nationale 11         | 16e eeuw                 |            |
| Pand                                                         |                                              | Place Nationale 12         | 16e eeuw                 |            |
| Pand                                                         |                                              | Place Nationale 14         | 16e eeuw                 |            |
| Pand                                                         |                                              | Place Nationale 15         | 16e eeuw                 |            |
| Pand                                                         |                                              | Place Nationale 16         | 16e eeuw                 |            |
| Pand                                                         |                                              | Place Nationale 17         | 16e eeuw                 |            |
| Pand                                                         |                                              | Place Nationale 18         | 16e eeuw                 |            |
| Pand                                                         |                                              | Place Nationale 19         | 16e eeuw                 |            |
| Pand                                                         |                                              | Place Nationale 20         | 16e eeuw                 |            |
| Pand                                                         |                                              | Place Nationale 21         | 16e eeuw                 |            |
| Pand                                                         |                                              | Place Nationale 22         | 16e eeuw                 |            |
| Pand                                                         |                                              | Place Nationale 23         | 16e eeuw                 |            |
| Pand                                                         |                                              | Place Nationale 24         | 16e eeuw                 |            |
| Pand                                                         |                                              | Place Nationale 25         | 16e eeuw                 |            |
| Pand                                                         |                                              | Place Nationale 26         | 16e eeuw                 |            |
| Maison dorée                                                 |                                              | Grand'rue Villenouvelle 41 | 19e eeuw                 |            |
| Brug                                                         | Pont Neuf                                    |                            | 20e eeuw                 |            |
| Brug                                                         | Pont Vieux                                   |                            | 14e eeuw                 |            |
| Karmelietenklooster                                          | Temple des Carmes                            | Grand-rue Sapiac 2         | 17e eeuw                 |            |
| Duiventoren                                                  | Pigeonnier du Ramier Maleville               |                            | 18e eeuw                 |            |
| Herdenkingsmonument voor de doden van de Eerste Wereldoorlog | Monument aux morts de la guerre de 1914-1918 | Cours Foucault             | 20e eeuw                 |            |
| Markthal van Villebourbon                                    | Marché de Villebourbon                       | Place Lalaque              | 20e eeuw                 |            |
| Kasteel van Riblaye                                          | Château de Riblaye                           | Chemin de la Riblaye 570   | 17e en 20e eeuw          |            |